# Chunk (cocktail)
Chunk o Tschunk è un cocktail a base di Club-Mate e rum. Il cocktail si propone di aspetto ambrato, indifferentemente che si utilizzi rum bianco o scuro, ciò a causa del caratteristico colore della bevanda; viene spesso servito con limette e bordo del bicchiere decorato con sale. Siccome il Club-Mate contiene una quantità elevata di caffeina e l'alcol ne affretta l'effetto, il cocktail è rinfrescante e eccitante.

## Pronuncia e origine
La vocale in Chunk si pronuncia come nella parola italiana "tu"; quindi non c'è rapporto alla parola inglese chunk, "boccone". Il cocktail venne servito nel Club Forschung alla Rosenthaler Straße di Berlino, il cui nome ottenne la variazione Club for-chunk. 

## Ricetta
- 4 cl di rum
- spicchi o succo di lime
- Club-Mate
- secondo i gusti: zucchero di canna
- suggerimento per la preparazione: cospargere di sale il bordo d'un bicchiere
- cubetti di ghiaccio o crushed ice